# 1014 (szám)
Az 1014 (római számmal: MXIV) egy természetes szám.

## A szám a matematikában
A tízes számrendszerbeli 1014-es a kettes számrendszerben 1111110110, a nyolcas számrendszerben 1766, a tizenhatos számrendszerben 3F6 alakban írható fel.
Az 1014 páros szám, összetett szám. Kanonikus alakja 21 · 31 · 132, normálalakban az 1,014 · 103 szorzattal írható fel. Tizenkét osztója van a természetes számok halmazán, ezek növekvő sorrendben: 1, 2, 3, 6, 13, 26, 39, 78, 169, 338, 507 és 1014.
Harshad-szám.
Három szám valódiosztó-összegeként áll elő, közülük a két kisebb a 714 és az 1002.

## Csillagászat
- 1014 Semphyra kisbolygó